# Arthur Bateman (cầu thủ bóng đá, sinh năm 1918)
Arthur Bateman (12 tháng 6 năm 1918 – tháng 11 năm 1984) là một cầu thủ bóng đá người Anh thi đấu ở vị trí hậu vệ cho Crewe Alexandra và Northwich Victoria.

## Sự nghiệp thi đấu
Bateman thi đấu cho Crewe Alexandra trong Thế chiến thứ hai, và cũng là khách mời cho Port Vale vào tháng 12 năm 1944. Ông thi đấu trước Crewe cho Vale trong trận đấu cúp ngày 30 tháng 12 năm 1944, Crewe thắng 2-1 tại Gresty Road. Ông có thêm 12 lần ra sân trước khi trở lại Crewe. Sau 3 trận tại Third Division North của Football League cho Frank Hill's "Railwaymen" ở 1946–47, ông chuyển đến đội bóng tại Cheshire County League Northwich Victoria năm 1947.